# Åke Fridell (żużlowiec)
Åke Fridell – szwedzki żużlowiec.
Dwukrotny fimalista młodzieżowych indywidualnych mistrzostw Szwecji (Sztokholm 1975 – VII miejsce, Gislaved 1976 – IV miejsce). Sześciokrotny medalista drużynowych mistrzostw Szwecji: dwukrotnie srebrny (1976, 1988) oraz czterokrotnie brązowy (1977, 1986, 1987, 1989). Dwukrotny finalista indywidualnych mistrzostw Szwecji) Eskilstuna 1978 – XIV miejsce, Mariestad 1983 – XIV miejsce). Dwukrotny finalista mistrzostw Szwecji par klubowych (1981 – V miejsce, 1983 – VI-VII miejsce).
Reprezentant Szwecji na arenie międzynarodowej. Wielokrotny uczestnik eliminacji indywidualnych mistrzostw świata (najlepszy wynik: Norrköping 1979 – XIII miejsce w finale skandynawskim).
W lidze szwedzkiej reprezentował barwy klubów: Jamtarna Östersund (1972–1975) oraz Indianerna Kumla (1976–1989).